# Postamt Köthen

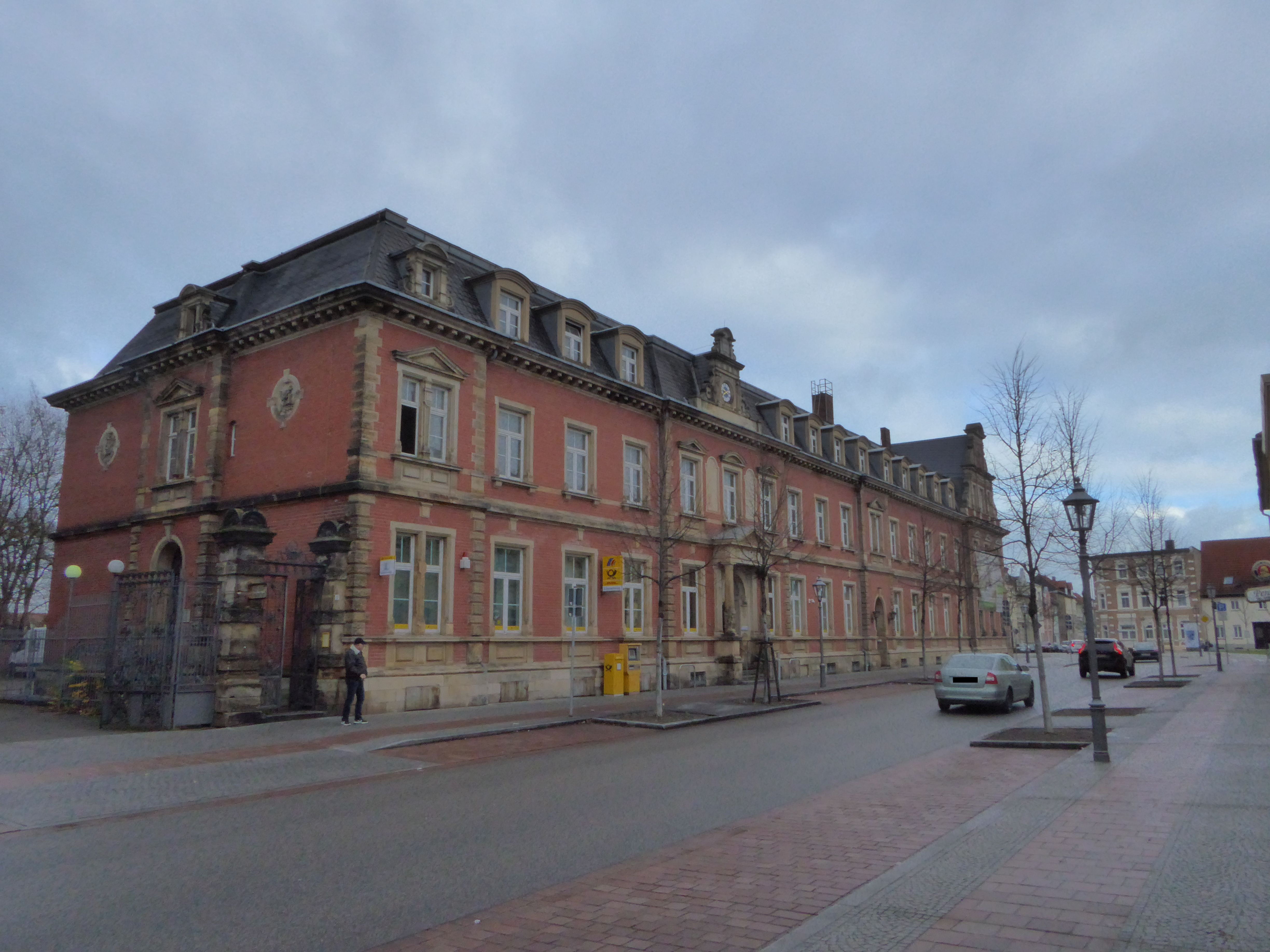
Südflügel Postamt Köthen (2017)

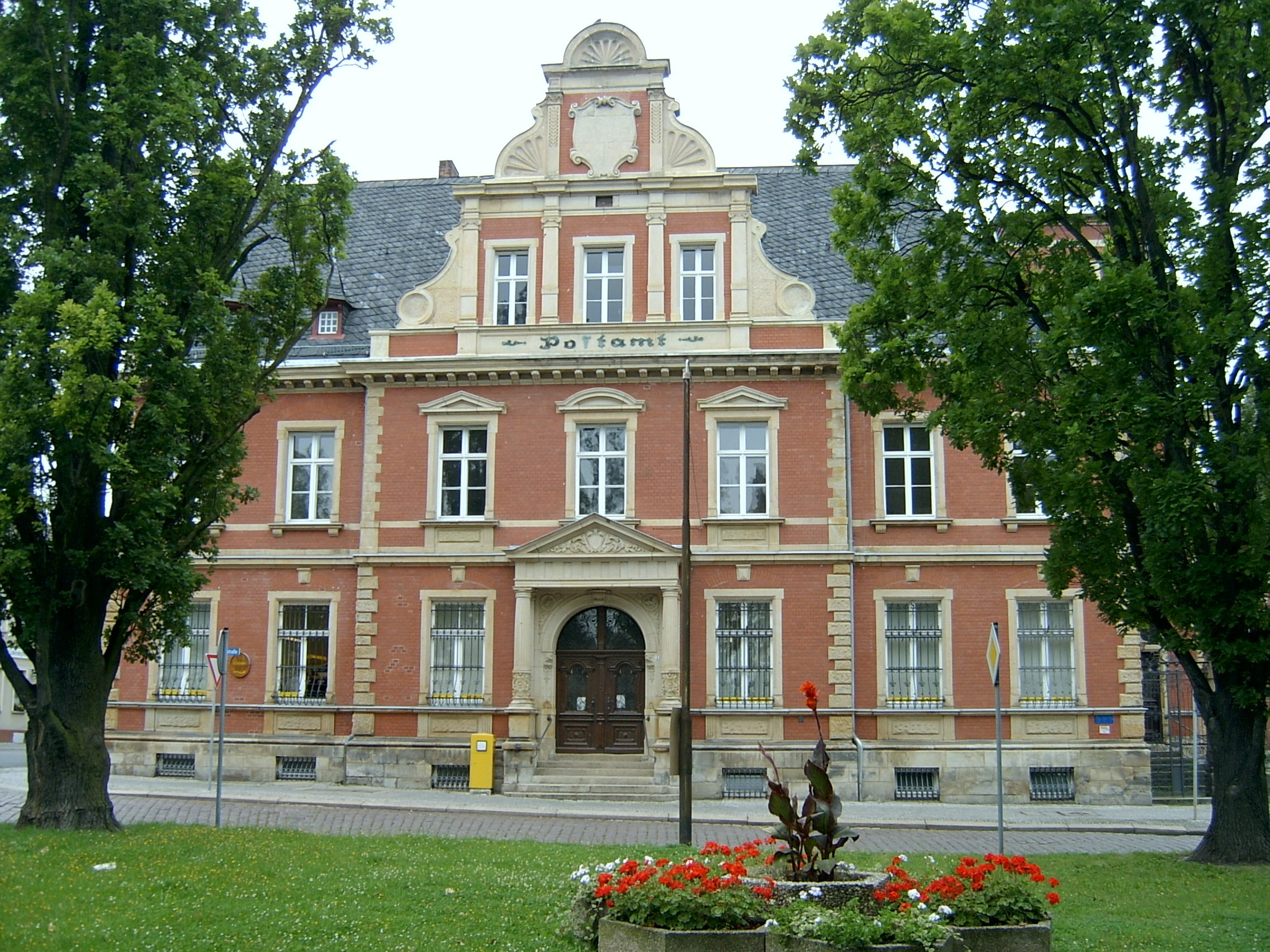
Ostflügel Postamt Köthen (2007)

Das Postamt ist eine örtliche Dienststelle der Deutschen Post in der Stadt Köthen (Anhalt) im Landkreis Anhalt-Bitterfeld in Sachsen-Anhalt.

## Geschichte
Als Hauptort des Fürstentums Anhalt-Köthen besaß Köthen bereits vor der Gründung des Deutschen Reiches ein eigenes Postamt. Es unterstand Mitte des 19. Jahrhunderts dem Königreich Preußen als „im Auslande belegene Preußische Post-Anstalt“. Daraus wurde Anfang der 1870er Jahre ein Kaiserliches Postamt I. Klasse innerhalb der Oberpostdirektion Magdeburg. In den Jahren 1883 und 1884 entstand für dieses ein neues Postgebäude an der Lindenstraße. Es war damit eines der ersten neu erbauten Postämter der Reichspost in Anhalt. Der Entwurf stammte vom Regierungsbaumeister Hausmann, der deutschlandweit für die Post arbeitete. Am 16. September 1889 wurde das städtische Fernsprechnetz mit 32 Stellen in Betrieb genommen, das seit 1886 durch das Postamt aufgebaut wurde.
In den Jahren von 1903 bis 1904 wurde das Postamt nach Osten – bis zur Nordostecke des Neustädter Platzes hin – erweitert. Für den Ausbau nach Osten wurde das Haus eines Kaufmanns abgerissen, das sich dort befand. Am 1. Oktober 1929 wurde mit der Paketzustellung mit Elektrofahrzeugen begonnen.
In der DDR untergliederte sich die Deutsche Post in Bezirksdirektionen. Die Einrichtung in Köthen gehörte als Hauptpostamt zur Bezirksdirektion Halle.
Im 21. Jahrhundert wurden die Aktivitäten der Post zunehmend reduziert und das Postamt wurde zum Zustellstützpunkt. Im Jahr 2020 wurde der Westteil des Gebäudes zum Haus am Schlosspark umfunktioniert und ein Pflegedienst bietet seitdem dort betreutes Wohnen an.

## Baubeschreibung
Das ursprüngliche Postamt ist der 50 Meter lange Südflügel entlang der Lindenstraße mit insgesamt elf Fensterachsen, auf dessen Ostgiebel sich ein mittiger Dachturm befand. An die Ostfassade wurde eine Verlängerung samt Ostflügel angebaut und vor diesen ein zweites Gebäude gestellt, das sieben Fensterachsen gen Osten aufweist. Die Südfassade wurde dadurch um acht Achsen verlängert. Zudem entstand an der Nordseite des Ostflügels ein Turm mit einem Dach in Jugendstilformen. Dieses Dach hat sich nicht erhalten, so dass der dachlose Turm heute nur noch von Nordosten aus sichtbar ist. Auch im Inneren gibt es Jugendstilformen. Im Dachturm des Vorgängers, der beim Ausbau verschwand, liefen die Telefonleitungen zusammen. Auf seinen Querträgern befanden sich die Isolatoren aus Porzellan, an denen die Freileitungsdrähte befestigt waren.
Um das einheitliche Aussehen zu gewähren, wurden beim Erweiterungsbau die Details des Ursprungsbaus beibehalten. So wurde die horizontale Gliederung mit Gesims und Dachgaubenreihe fortgeführt und an das Ostende der Südseite ein Renaissancegiebel gesetzt, der den Uhrgiebel über dem Hauptportal des Südflügels aufgreift und vergrößert, indem er dessen Ausgestaltung mit Voluten übernimmt. Ein zweiter Schweifgiebel dieser Art wurde an die Ostseite gesetzt, an der eine Treppe in das Gebäude führt. Das Ostportal wurde mit Dreiecksgiebel und Säulen verziert, die Reliefs aufweisen. Es imitiert somit das Hauptportal der Südseite, das sich nur in Details – wie den Motiven der Reliefs im Dreiecksgiebel – unterscheidet, aber ebenfalls eine Treppe in das Haus beherbergt. Weitere Eingänge befinden sich an der Süd-, West- und Nordseite. Die vertikale Werksteingliederung des Ziegelbaus wurde in Anlehnung an frühbarocke Vorbilder gestaltet.
Das Gebäude in der Lindenstraße Nr. 12 und Nr. 13 sowie in der Poststraße Nr. 1 steht als Baudenkmal unter Denkmalschutz und ist im Denkmalverzeichnis mit der Nummer 094 70671 erfasst.

### Umfeld
Im Jahr 1911 wurde auf der Grünfläche östlich des Postamtes eine Friedrich-Ludwig-Jahn-Büste errichtet, die aber im Zweiten Weltkrieg eingeschmolzen wurde. Der Straße an dieser Grünfläche wurde – nach dem Gebäude – der Name Poststraße gegeben. Zusammen mit dem gegenüberliegenden gründerzeitlichen Wohnhaus Friedrichstraße 1a prägt das Postamt den Neustädter Platz wesentlich mit. Für die Schaffung der Lindenstraße, an der sich neben dem Postamt auch noch die historische Sparkasse befindet, wurde ein Stück vom Garten des benachbarten Schlosses angekauft, der fast bis zur Nordostecke des Neustädter Platzes reichte. Im Hof des Postamtes hat sich das ehemalige Stallgebäude erhalten, das wohl auch als Remise diente.